# Шараповка (Липецкая область)
Шарапо́вка — деревня в Измалковском районе Липецкой области. Входит в состав Лебяженского сельсовета.

## География
Деревня находится севернее берега реки Полевые Локотцы, на расстоянии 19 км к северо-западу от села Измалково, административного центра района.

### Часовой пояс
Деревня Шараповка, как и вся Липецкая область, находится в часовой зоне МСК (московское время). Смещение применяемого времени относительно UTC составляет +3:00.

## История
Известна по документам с 1776 года как сельцо Шерапова владельцев Шераповых.

## Население
| 2010 |
| ---- |
| 12   |